# Lettonie aux Jeux olympiques d'été de 2020
La Lettonie participe aux Jeux olympiques de 2020 à Tokyo au Japon. Il s'agit de sa 12e participation à des Jeux olympiques d'été. En raison de la pandémie de coronavirus, l'édition 2020 a été reportée à l'été 2021.
Le Comité international olympique autorise à partir de ces Jeux à ce que les délégations présentent deux porte-drapeaux, une femme et un homme, pour la cérémonie d'ouverture. La joueuse de tennis Jeļena Ostapenko et le joueur de basket-ball à trois Agnis Čavars sont nommés porte-drapeaux de la délégation lettonne.

## Médaillés
| Sport               | Discipline       | Athlète(s)                                                | Performance        | Date       |
| ------------------- | ---------------- | --------------------------------------------------------- | ------------------ | ---------- |
| Basket-ball à trois | Tournoi masculin | Agnis Čavars Edgars Krūmiņš Kārlis Lasmanis Nauris Miezis | ROC Victoire 21-18 | 28 juillet |

| Sport         | Discipline             | Athlète(s)       | Performance | Date   |
| ------------- | ---------------------- | ---------------- | ----------- | ------ |
| Haltérophilie | Moins de 109 kg hommes | Artūrs Plēsnieks | 410 kg      | 3 août |

## Athlètes engagés
| Sport              | Hommes | Femmes | Total |
| ------------------ | ------ | ------ | ----- |
| Athlétisme         | 3      | 5      | 8     |
| Basket-ball 3x3    | 4      | 0      | 4     |
| Beach-volley       | 2      | 2      | 4     |
| Canoë-kayak        | 1      | 0      | 1     |
| Cyclisme           | 3      | 1      | 4     |
| Équitation         | 1      | 0      | 1     |
| Haltérophilie      | 2      | 0      | 2     |
| Judo               | 1      | 0      | 1     |
| Karaté             | 1      | 0      | 1     |
| Lutte              | 0      | 1      | 1     |
| Natation           | 1      | 1      | 2     |
| Pentathlon moderne | 1      | 0      | 1     |
| Tennis             | 0      | 2      | 2     |
| Tir                | 0      | 1      | 1     |
| Total              | 20     | 13     | 33    |

## Résultats

### Athlétisme
| Athlète            | Épreuve       | 1er tour    | 1er tour    | Demi-finale | Demi-finale | Finale          | Finale      |
| Athlète            | Épreuve       | Temps       | Rang        | Temps       | Rang        | Temps           | Rang        |
| ------------------ | ------------- | ----------- | ----------- | ----------- | ----------- | --------------- | ----------- |
| Arnis Rumbenieks   | 50 km marche  | Non disputé | Non disputé | Non disputé | Non disputé | 4 h 13 min 33 s | 37e         |
| Ruslans Smolonskis | 50 km marche  | Non disputé | Non disputé | Non disputé | Non disputé | Disqualifié     | Disqualifié |
| Līga Velvere       | 800 m féminin | Abandon     | Abandon     | Éliminée    | Éliminée    | Éliminée        | Éliminée    |

| Athlète          | Épreuve                    | Qualification | Qualification | Finale      | Finale   |
| Athlète          | Épreuve                    | Performance   | Rang          | Performance | Rang     |
| ---------------- | -------------------------- | ------------- | ------------- | ----------- | -------- |
| Gatis Čakšs      | Lancer du javelot masculin | 78,73 m       | 18e           | Éliminé     | Éliminé  |
| Laura Igaune     | Lancer du marteau féminin  | 68.53m        | 20e           | Éliminée    | Éliminée |
| Anete Kociņa     | Lancer du javelot féminin  | 58,84 m       | 22e           | Éliminée    | Éliminée |
| Līna Mūze        | Lancer du javelot féminin  | 57,33 m       | 26e           | Éliminée    | Éliminée |
| Madara Palameika | Lancer du javelot féminin  | 60,94 m       | 12e           | 58,70 m     | 11e      |

### Basket-ball à trois
| Épreuve          | Phase de poules        | Phase de poules        | Phase de poules      | Phase de poules      | Phase de poules      | Phase de poules   | Phase de poules         | Phase de poules | Quart de finale      | Demi-finale            | Finale / MB        | Rang                           |
| Épreuve          | Adversaire Score       | Adversaire Score       | Adversaire Score     | Adversaire Score     | Adversaire Score     | Adversaire Score  | Adversaire Score        | Rang            | Adversaire Score     | Adversaire Score       | Adversaire Score   | Rang                           |
| ---------------- | ---------------------- | ---------------------- | -------------------- | -------------------- | -------------------- | ----------------- | ----------------------- | --------------- | -------------------- | ---------------------- | ------------------ | ------------------------------ |
| Tournoi masculin | Pologne Victoire 21-14 | Belgique Défaite 20-21 | Chine Victoire 18-17 | Japon Victoire 21-18 | Serbie Défaite 16-22 | ROC Défaite 19-15 | Pays-Bas Victoire 22-18 | 3e              | Japon Victoire 21-18 | Belgique Victoire 21-8 | ROC Victoire 21-18 | Médaille d'or, Jeux olympiques |

### Beach-volley
| Athlètes                            | Compétition      | Tour préliminaire                           | Tour préliminaire                                       | Tour préliminaire                       | Tour préliminaire | 1/8e de finale                                       | Quarts de finale                                 | Demi-finale                                     | Finale / 3e place                           | Rang |
| Athlètes                            | Compétition      | Adversaire Score                            | Adversaire Score                                        | Adversaire Score                        | Rang              | Adversaire Score                                     | Adversaire Score                                 | Adversaire Score                                | Adversaire Score                            | Rang |
| ----------------------------------- | ---------------- | ------------------------------------------- | ------------------------------------------------------- | --------------------------------------- | ----------------- | ---------------------------------------------------- | ------------------------------------------------ | ----------------------------------------------- | ------------------------------------------- | ---- |
| Mārtiņš Pļaviņš Edgars Točs         | Tournoi masculin | Perušič / Schweiner Victoire (forfait)      | Krasilnikov / Stoyanovskiy Victoire 13-21, 21-19, 15-11 | Gaxiola / Rubio Défaite 18-21, 16-21    | 2e                | Evandro / Schmidt Victoire 21-19, 21-18              | Alison / Álvaro Victoire 21-16, 21-19            | Mol / Sørum Défaite 15-21, 16-21                | Younousse / Tijan Défaite 12-21, 18-21      | 4e   |
| Tina Graudiņa Anastasija Kravčenoka | Tournoi féminin  | Claes / Sponcil Défaite 13-21, 21-16, 11-15 | Ana Patrícia / Rebecca Victoire 21-15, 12-21, 15-12     | Makokha / Khadambi Victoire 21-6, 21-14 | 2e                | Makroguzova / Kholomina Victoire 16-21, 21-17, 15-13 | Bansley / Wilkerson Victoire 21-13, 18-21, 15-11 | Artacho del Solar / Clancy Défaite 21-23, 13-21 | Vergé-Dépré / Heidrich Défaite 19-21, 15-21 | 4e   |

### Canoë-kayak
| Athlète        | Compétition     | Série    | Série | Quarts de finale | Quarts de finale | Demi-finale | Demi-finale | Finale Finale B Finale C | Finale Finale B Finale C |
| Athlète        | Compétition     | Temps    | Rang  | Temps            | Rang             | Temps       | Rang        | Temps                    | Rang                     |
| -------------- | --------------- | -------- | ----- | ---------------- | ---------------- | ----------- | ----------- | ------------------------ | ------------------------ |
| Roberts Akmens | K1 200 m hommes | 35 s 448 | 2e    | -                | 35 s 688         | 4e          | 36 s 14     | 8e                       |                          |

### Cyclisme
| Athlète          | Compétition | Quart de finale | Quart de finale | Demi-finale | Demi-finale | Finale   | Finale   |
| Athlète          | Compétition | Points          | Rang            | Points      | Rang        | Temps    | Rang     |
| ---------------- | ----------- | --------------- | --------------- | ----------- | ----------- | -------- | -------- |
| Helvijs Babris   | Hommes      | 15              | 5e              | Éliminé     | Éliminé     | Éliminé  | Éliminé  |
| Vineta Pētersone | Femmes      | 16              | 6e              | Éliminée    | Éliminée    | Éliminée | Éliminée |

| Athlète         | Compétition             | Temps            | Rang |
| --------------- | ----------------------- | ---------------- | ---- |
| Toms Skujiņš    | Contre-la-montre hommes | 1 h 2 min 4 s 93 | 20e  |
| Toms Skujiņš    | Course en ligne hommes  | 6 h 11 min 46 s  | 22e  |
| Krists Neilands | Course en ligne hommes  | 6 h 15 min 38 s  | 33e  |

### Équitation
| Athlète             | Cheval | Compétition | Qualification | Qualification | Qualification | Qualification | Qualification | Finale    | Finale    | Finale    | Finale | Finale |
| Athlète             | Cheval | Compétition | Pénalités     | Pénalités     | Pénalités     | Temps         | Rang          | Pénalités | Pénalités | Pénalités | Temps  | Rang   |
| Athlète             | Cheval | Compétition | Saut          | Temps         | Total         | Temps         | Rang          | Saut      | Temps     | Total     | Temps  | Rang   |
| ------------------- | ------ | ----------- | ------------- | ------------- | ------------- | ------------- | ------------- | --------- | --------- | --------- | ------ | ------ |
| Kristaps Neretnieks | Valour | Individuel  | 0,00          | 0,00          | 0,00          | 87,66         | =1er          | 12,00     | 1,00      | 13,00     | 88,75  | 23e    |

### Haltérophilie
| Athlète          | Compétition            | Arraché  | Arraché | Épaulé-jeté | Épaulé-jeté | Total  | Rang                                |
| Athlète          | Compétition            | Résultat | Rang    | Résultat    | Rang        | Total  | Rang                                |
| ---------------- | ---------------------- | -------- | ------- | ----------- | ----------- | ------ | ----------------------------------- |
| Ritvars Suharevs | Moins de 91 kg hommes  | 163 kg   | -       | 195 kg      | 6e          | 358 kg | 6e                                  |
| Artūrs Plēsnieks | Moins de 109 kg hommes | 180 kg   | -       | 230 kg      | 2e          | 410 kg | Médaille de bronze, Jeux olympiques |

### Judo
| Athlète             | Compétition            | 1er tour                      | 2e tour             | Quart de finale     | Demi-finale         | Repêchage           | Finale / MB         | Rang    |
| Athlète             | Compétition            | Adversaire Résultat           | Adversaire Résultat | Adversaire Résultat | Adversaire Résultat | Adversaire Résultat | Adversaire Résultat | Rang    |
| ------------------- | ---------------------- | ----------------------------- | ------------------- | ------------------- | ------------------- | ------------------- | ------------------- | ------- |
| Jevgeņijs Borodavko | Moins de 100 kg hommes | Cirjenics Défaite par forfait | Éliminé             | Éliminé             | Éliminé             | Éliminé             | Éliminé             | Éliminé |

### Karaté
| Athlète        | Compétition           | Tour de qualification  | Tour de qualification | Tour de qualification | Tour de qualification    | Tour de qualification | Demi-finale         | Finale              | Rang |
| Athlète        | Compétition           | Match 1                | Match 2               | Match 3               | Match 4                  | Place                 | Demi-finale         | Finale              | Rang |
| Athlète        | Compétition           | Adversaire Résultat    | Adversaire Résultat   | Adversaire Résultat   | Adversaire Résultat      | Place                 | Adversaire Résultat | Adversaire Résultat | Rang |
| -------------- | --------------------- | ---------------------- | --------------------- | --------------------- | ------------------------ | --------------------- | ------------------- | ------------------- | ---- |
| Kalvis Kalniņš | Moins de 67 kg hommes | Al-Masatfa Défaite 3-8 | Madera Victoire 4-2   | Da Costa Défaite 2-11 | Derafshipour Défaite 3-5 | 4e                    | Éliminé             | Éliminé             | 7e   |

### Lutte
| Athlète               | Compétition  | Huitièmes de finale    | Quarts de finale    | Demi-finale         | Repêchage           | Finale 3e place Classement | Rang |
| Athlète               | Compétition  | Adversaire Résultat    | Adversaire Résultat | Adversaire Résultat | Adversaire Résultat | Adversaire Résultat        | Rang |
| --------------------- | ------------ | ---------------------- | ------------------- | ------------------- | ------------------- | -------------------------- | ---- |
| Anastasija Grigorjeva | 62 kg femmes | Tynybekova Défaite 0-8 | Non qualifiée       | Non qualifiée       | Incze Victoire 14-7 | Koliadenko Défaite 1-3     | 5e   |

### Natation
| Athlète         | Épreuve                  | Série         | Série | Demi-finale | Demi-finale | Finale   | Finale   |
| Athlète         | Épreuve                  | Temps         | Rang  | Temps       | Rang        | Temps    | Rang     |
| --------------- | ------------------------ | ------------- | ----- | ----------- | ----------- | -------- | -------- |
| Daniils Bobrovs | 200 m brasse masculin    | 2 min 14 s 25 | 31e   | Éliminé     | Éliminé     | Éliminé  | Éliminé  |
| Ieva Maļuka     | 100 m nage libre féminin | 56 s 39       | 37e   | Éliminée    | Éliminée    | Éliminée | Éliminée |
| Ieva Maļuka     | 200 m nage libre féminin | 2 min 3 s 75  | 24e   | Éliminée    | Éliminée    | Éliminée | Éliminée |

### Pentathlon moderne
| Athlète        | Compétition           | Escrime (épée, une touche) | Escrime (épée, une touche) | Natation (200 m nage libre) | Natation (200 m nage libre) | Natation (200 m nage libre) | Équitation (saut d'obstacles) | Équitation (saut d'obstacles) | Équitation (saut d'obstacles) | Combiné course/tir (3 200 m / pistolet à 10 m) | Combiné course/tir (3 200 m / pistolet à 10 m) | Combiné course/tir (3 200 m / pistolet à 10 m) | Total | Rang |
| Athlète        | Compétition           | Rang                       | Points                     | Temps                       | Rang                        | Points                      | Pénalités                     | Rang                          | Points                        | Temps                                          | Rang                                           | Points                                         | Total | Rang |
| -------------- | --------------------- | -------------------------- | -------------------------- | --------------------------- | --------------------------- | --------------------------- | ----------------------------- | ----------------------------- | ----------------------------- | ---------------------------------------------- | ---------------------------------------------- | ---------------------------------------------- | ----- | ---- |
| Pāvels Švecovs | Compétition masculine | 7e                         | 234                        | 1 min 59 s 83               | 10e                         | 311                         | 81,97                         | 16e                           | 285                           | 11 min 40 s 67                                 | 26e                                            | 600                                            | 1 430 | 14e  |

### Tennis
| Athlète                               | Épreuve      | 1/32e de finale                | 1/16e de finale                       | 1/8e de finale      | Quarts de finale    | Demi-finale         | Finale / MB         | Rang      |
| Athlète                               | Épreuve      | Adversaire Résultat            | Adversaire Résultat                   | Adversaire Résultat | Adversaire Résultat | Adversaire Résultat | Adversaire Résultat | Rang      |
| ------------------------------------- | ------------ | ------------------------------ | ------------------------------------- | ------------------- | ------------------- | ------------------- | ------------------- | --------- |
| Jeļena Ostapenko                      | Simple dames | Vesnina Défaite 4-6, 7-62, 4-6 | Éliminée                              | Éliminée            | Éliminée            | Éliminée            | Éliminée            | Éliminée  |
| Anastasija Sevastova                  | Simple dames | Ferro Défaite 6-2, 4-6, 2-6    | Éliminée                              | Éliminée            | Éliminée            | Éliminée            | Éliminée            | Éliminée  |
| Jeļena Ostapenko Anastasija Sevastova | Double dames | Non disputé                    | Perez / Stosur Défaite 6-4, 1-6, 5-10 | Éliminées           | Éliminées           | Éliminées           | Éliminées           | Éliminées |

### Tir
| Athlète       | Compétition                  | Qualification | Qualification | Finale   | Finale   |
| Athlète       | Compétition                  | Points        | Rang          | Points   | Rang     |
| ------------- | ---------------------------- | ------------- | ------------- | -------- | -------- |
| Agate Rašmane | Pistolet à air comprimé 10 m | 573           | 19e           | Éliminée | Éliminée |
| Agate Rašmane | Pistolet à 25 m,             | 569           | 37e           | Éliminée | Éliminée |